# I nostri ragazzi
I nostri ragazzi è un film del 2014 diretto da Ivano De Matteo, interpretato da Alessandro Gassmann, Giovanna Mezzogiorno, Luigi Lo Cascio e Barbora Bobuľová.
Il film, liberamente ispirato al libro La cena di Herman Koch, è stato selezionato per la 71ª Mostra internazionale d'arte cinematografica di Venezia nella sezione Venice days Giornate degli autori.

## Trama
Massimo e Paolo sono due fratelli assai diversi, il primo avvocato e l'altro pediatra in un ospedale. Anche le loro rispettive mogli sono assai differenti, e spesso ostili fra loro.
Ogni mese, da parecchi anni, si incontrano in un lussuoso ristorante, dove dialogano del più e del meno. La loro routine viene spezzata da un video ripreso da alcune telecamere di sorveglianza che mostra due ragazzi, molto simili ai loro rispettivi figli, aggredire a calci e pugni una senzatetto. L'associazione è immediata in quanto quella sera erano tornati entrambi da una festa un po' brilli.
L'equilibrio delle due famiglie, in seguito a questa scoperta, va in frantumi tra verità non dette o dette a metà.
Un evento tragico sta per abbattersi sulle due famiglie, e sia i fratelli che le rispettive mogli avranno visioni molto differenti su come procedere.

## Promozione
Il trailer ufficiale del film è stato distribuito il 29 luglio 2014.

## Riconoscimenti
- 2015 - David di Donatello
  - Nomination David giovani a Ivano De Matteo
- 2015 - Nastro d'argento
  - Migliore attore protagonista a Alessandro Gassmann
  - Nomination Migliore attore non protagonista a Luigi Lo Cascio
  - Nomination Migliore attrice non protagonista a Barbora Bobuľová
  - Nomination Migliore sonoro in presa diretta a Antongiorgio Sabia
- 2015 - Ciak d'oro
  - Nomination Migliore attrice non protagonista a Rosabell Laurenti Sellers
- 2014 - Federazione Italiana Film d'Essai
  - Migliore interpretazione femminile a Barbora Bobuľová